# Tritó comú
El tritó comú (Lissotriton vulgaris) és una espècie d'amfibi urodel de la família dels salamàndrids. És un dels amfibis més abundants d'Europa i es distribueix per gairebé tot el continent.

## Morfologia
Els tritons comuns presentes un dimorfisme sexual molt marcat, i són fàcilment distingibles els mascles de les femelles. Els mascles, que són més grans, poden mesurar fins a 10 cm, tenen colors més brillants i una cresta contínua que va des del cap fins a la punta de la cua. La femella és més petita i només a la cua té una petita cresta.

## Distribució i hàbitat
Es distribueix per gairebé tot el continent europeu, excepte la península Ibèrica, el sud d'Itàlia i la meitat sud de França. Es pot trobar des del nivell del mar fins als 2.150 metres d'altitud.
Habita normalment prop de l'aigua estancada, en gran varietat de boscos. És una espècie adaptable, i també es pot trobar en prats, matolls, parcs i jardins, inclús en zones urbanes.

## Reproducció
Utilitza les aigües lentes o estancades per reproduir-se. Les femelles ponen fins a 300 ous, de manera individual o en petits grups, a les algues de dins de l'aigua.

## Amenaces
La principal amenaça per aquesta espècie és la contaminació i l'eutrofització dels seus llocs de reproducció, la tala dels boscos els llocs de cria i la introducció de peixos depredadors.